# Neosilba pendula
Neosilba pendula är en tvåvingeart som först beskrevs av Mario Bezzi 1919.  Neosilba pendula ingår i släktet Neosilba och familjen stjärtflugor. Inga underarter finns listade i Catalogue of Life.